# ایلیا ایوزیچ
ایلیا ایوزیچ (انگلیسی: Ilija Ivezić؛ ۲۰ ژوئیهٔ ۱۹۲۶ – ۱۴ آوریل ۲۰۱۶) یک هنرپیشه اهل کرواسی بود. وی بین سال‌های ۱۹۶۱ تا ۲۰۱۶ میلادی فعالیت می‌کرد.
از فیلم‌ها یا برنامه‌های تلویزیونی که وی در آن نقش داشته است می‌توان به طلای آپاچی، دست‌بند ، آخرین مرتدان اشاره کرد.